# 清和大学
清和大学（せいわだいがく、英語: SEIWA UNIVERSITY）は、千葉県木更津市東太田3-4-5に本部を置く日本の私立大学。1949年創立、1994年大学設置。大学の略称は清和大。

## 概観

### 大学全体
- 学校法人君津学園により1994年（平成6年）4月に設置された[1][2]。学部は法学部のみで1学科3コースという小規模大学である。

### 建学の精神（校訓・理念・学是）
- 建学の精神は「真心教育」である[3]。「真心教育」とは、人間性の全人的形成を目指してそれぞれの個性が持つ立派な可能性を自然に開発伸長できるように育成する教育である[3]。
- 大学の使命を「創立母体たる君津学園最高の高等教育機関として、教育理念である真心教育をバックボーンとした真に社会に貢献できる人材を育成すること及び地域社会の発展に貢献すること」と謳っている[3]。

## 年表
- 1994年 開学。法学部設置。
- 2018年 夜間主コースの学生募集停止。

## 学部・学科
- 法学部
  - 法律学科
    - 法学コース
    - スポーツ法コース
    - 情報と法コース

## 設備

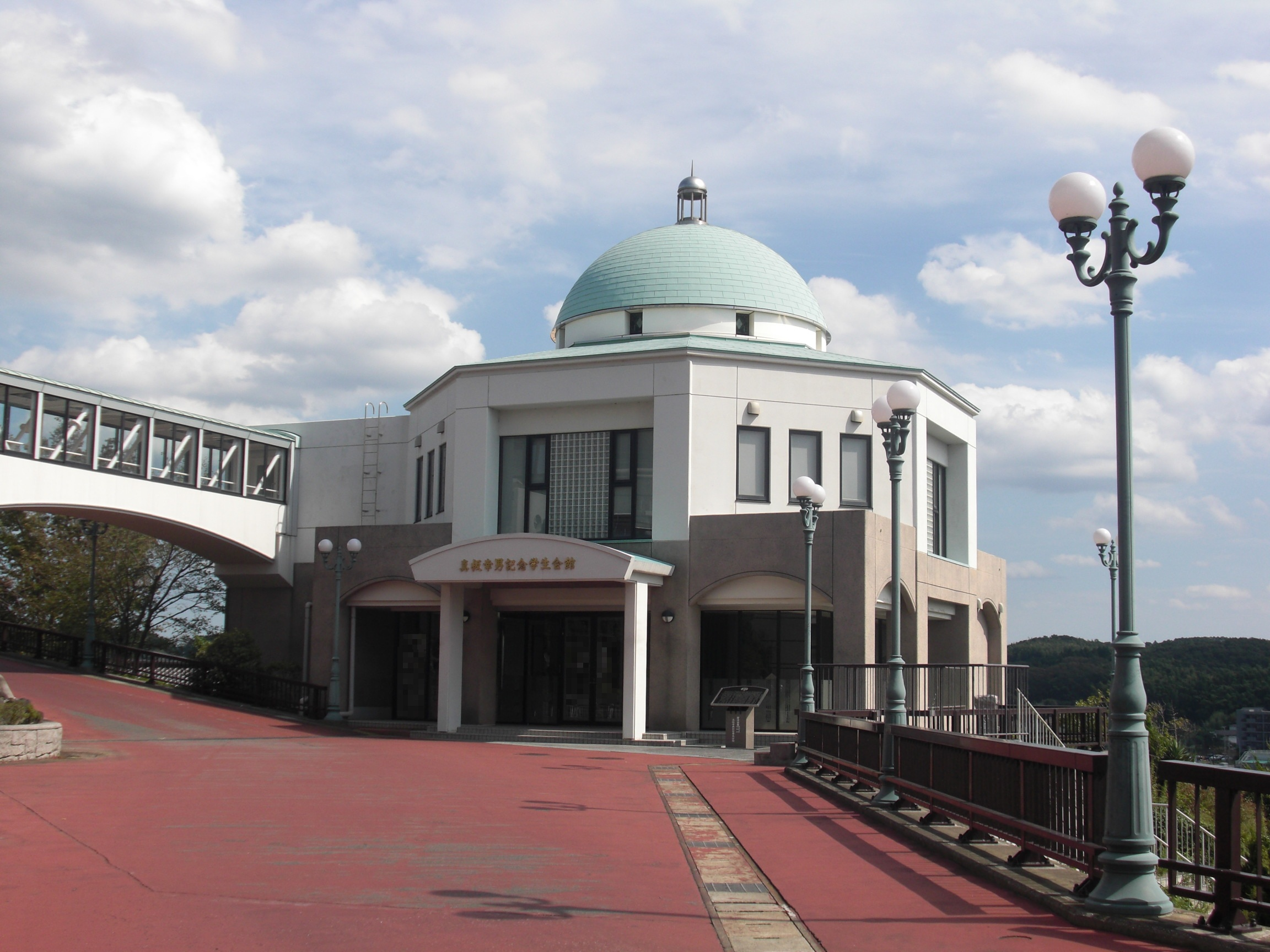
学生ホール

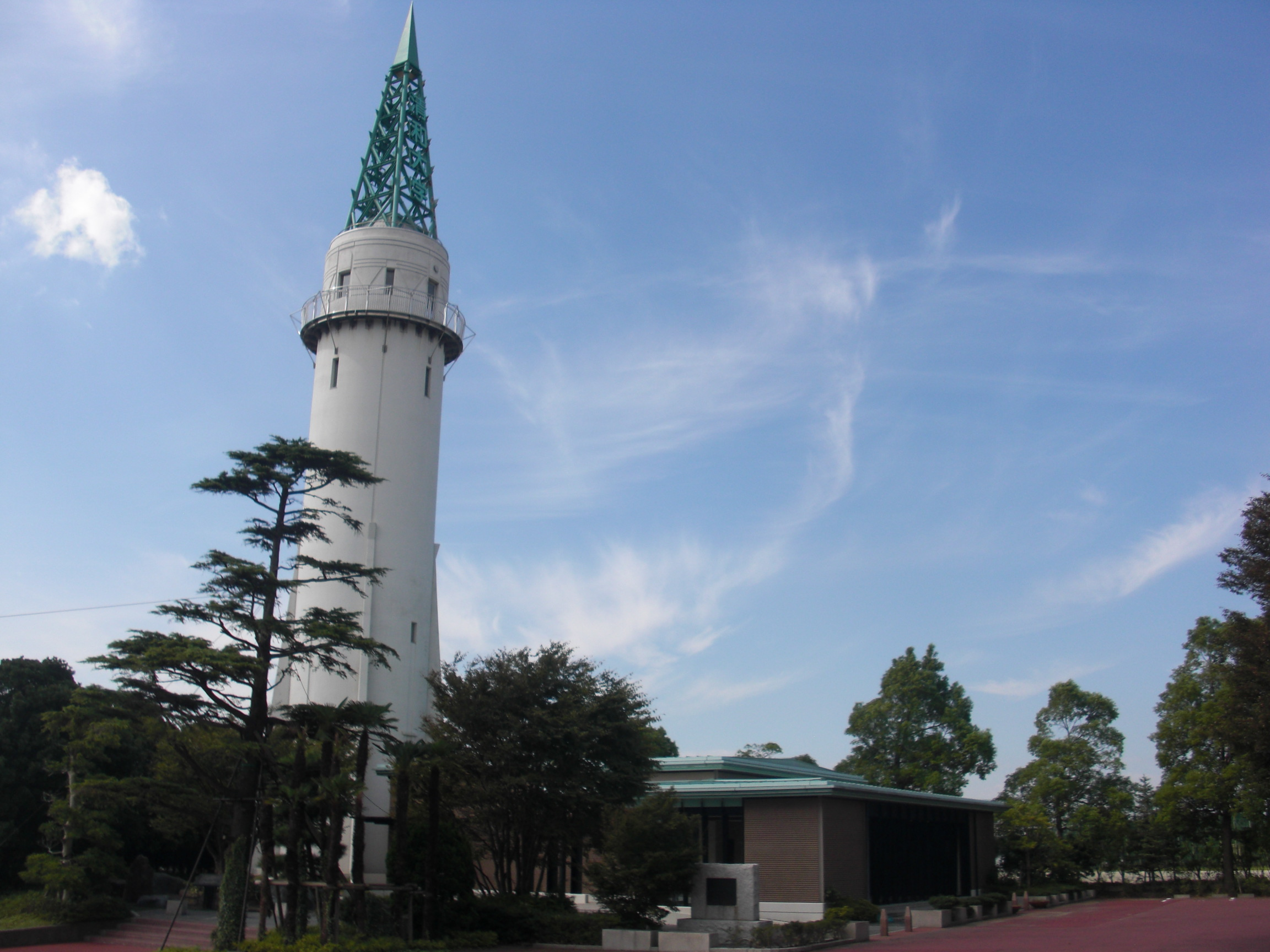
まごころの塔と報恩館

- 講義棟
- カフェテリア
- 学生ホール（真板幸男記念館）
- 体育館
- 野球場
- ソフトボール場
- テニスコート
- 武道館（真武殿）
- トレーニングセンター
- 学生専用無料駐車場

## 部活動・サークル
- 硬式野球部
- 柔道部
- 剣道部
- 女子ソフトボール部
- 陸上競技部
- バドミトン同好会
- 和太鼓同好会

など

## 大学祭
- 清風祭（11月）

## 附属幼稚園・系列校
附属幼稚園として下記の3園がある。
- 清和大学附属畑沢幼稚園（木更津市）
- 清和大学附属金田幼稚園（木更津市）
- 清和大学附属八重原幼稚園（君津市）

また、系列校として以下の3校がある。このうち、清和大学短期大学部と木更津総合高等学校は同キャンパス内に立地している。
- 清和大学短期大学部（木更津市）
- 木更津総合高等学校（木更津市）
- 市原中央高等学校（市原市）

## 対外関係

### 他大学との協定

#### 国内大学
- 放送大学[広報 1]

## アクセス
- 木更津駅東口よりスクールバス約10分

## 出身人物
- 新井勝也（野球）
- 進藤靖弘（ボクサー）
- 本宮未紀（棒高跳）
- 中野亨道（柔道）

#### 広報資料・プレスリリースなど一次資料
1. ↑  放送大学　平成28年度　単位互換案内

### 公式サイト
- 清和大学